# 1566
Het jaar 1566 is het 66e jaar in de 16e eeuw volgens de christelijke jaartelling.

## Gebeurtenissen
januari
- 3 - Filips II van Nassau-Wiesbaden wordt opgevolgd door zijn broer Balthasar.

maart
- 9 - Overval van radicale calvinisten op Holyrood Palace, de residentie van Maria I van Schotland. Voor de ogen van de zwangere koningin wordt haar katholieke secretaris David Riccio vermoord.
- 25 - In Frankenthal (Palts) voltooit de predikant Petrus Datheen zijn vertaling van de Geneefse psalmen onder de titel ‘Psalmen Davids en andere Lofsangen, uyt den francoyschen Dichte in Nederlandschen overgezet door Petrum Dathenum’
- maart - De graven van Megen en van Mansfeld distantiëren zich van de Liga der Groten.

april
- 1 - De vier grote steden van Brabant (Brussel, Leuven, Antwerpen en 's Hertogenbosch) dienen een smeekschrift in tot verzachting van de godsdienstplakkaten.
- 5 - 200 lage Nederlandse edelen bieden landvoogdes Margaretha van Parma een petitie aan, het Smeekschrift der Edelen, een verzoek om verzachting van de geloofsplakkaten en beperking van de Inquisitie. Zij stemt toe, en schort de plakkaten op in de zogenaamde Moderatie.

mei
- 26 - De voormalige hoedenmaker Sebastiaan Matte doet in Roesbrugge bij het punt ”Ten Vijf Weghen” de hagenpreken herleven.

juni
- 30 - De eerste hagenpreek van de noordelijke Nederlanden wordt gehouden in de duinen bij Dishoek op Walcheren. Predikant is de schoenmaker Adriaan Obry uit Veere.

juli
- 23 - Bij de grote hagenpreek van Gent worden de psalmen van Datheen gezongen.

augustus
- 3 - Verbod op de hagenpreken.
- 10 - Begin van de Beeldenstorm in Vlaanderen. Het klooster van Sint-Laurentius bij het Vlaamse Steenvoorde wordt door calvinisten bestormd en van binnen geheel vernield. De beeldenstorm zal een maand lang door de Nederlanden razen. De interieurs van veel kerken en kloosters worden daarbij vernield.
- 20 - De furie bereikt Antwerpen.
- 22 - Beeldenstorm in Mechelen.
- 23-25 - Het Verbond der edelen valt uiteen. Geschokt door de beeldenstorm, aanvaarden ze toezeggingen, die ongewapend preken toestaan op plekken waar er vóór 23 augustus waren gehouden.
- 23 - Tijdens de Vespers in de Oude Kerk van Amsterdam breekt de beeldenstorm los. Een meisje wordt in de massa doodgedrukt.

september
- 6 - De Osmaanse sultan Suleyman I sneuvelt in de slag bij het Hongaarse Szigetvár.
- 9 - De burcht Szigeti valt na een Ottomaanse belegering en daarna de burcht van Gyula. De keizer besluit weer om niet in actie te komen want 25.000 tegen 100.000: het zal een bloedbad worden, met ook nog het risico dat de Ottomanen na uitschakeling van het christelijke leger kunnen doorstoten naar Wenen en het in een zucht kunnen innemen omdat het ontmanteld is. Even later keren de Turken terug naar huis.
- 13 - In Maagdenburg sterft de laatste katholieke aartsbisschop, Sigismund van Brandenburg.
- september - Oranje onderhandelt in Antwerpen met Jakob van Wesembeeck en andere prominenten een verdeling van de kerkgebouwen onder de religieuze denominaties.

oktober
- 27 - Het driemiljoenguldenrekest wordt overgemaakt aan het Antwerpse stadsbestuur, dat het overhandigt aan de landvoogdes.

november
- 23 - De Grote Raad van Mechelen vernietigt de vroedschapskeuze van Medemblik en zal zelf een nieuwe vroedschap aanwijzen.

december
- 27 - Vlaamse calvinisten en geuzen worden uitgemoord te Wattrelos.

zonder datum
- Er heerst een hongersnood in de Nederlanden, nadat door een strenge winter de oogsten zijn mislukt en er geen graan kan worden geïmporteerd.
- De vestingstad Sluis in Vlaanderen wordt door Filips II verkocht aan Brugge.
- De eerste oliemolen van Nederland wordt in Harlingen gebouwd: de Zee Munnik.
- In Mostar wordt een stenen brug over de Neretva voltooid. Deze brug, de "Stari Most" ofwel de "Oude Brug" is een meesterwerk van barokke Ottomaanse architectuur.
- De Turken veroveren Chios.

## Beeldende kunst

Zelfportret (1566) Titiaan, Prado
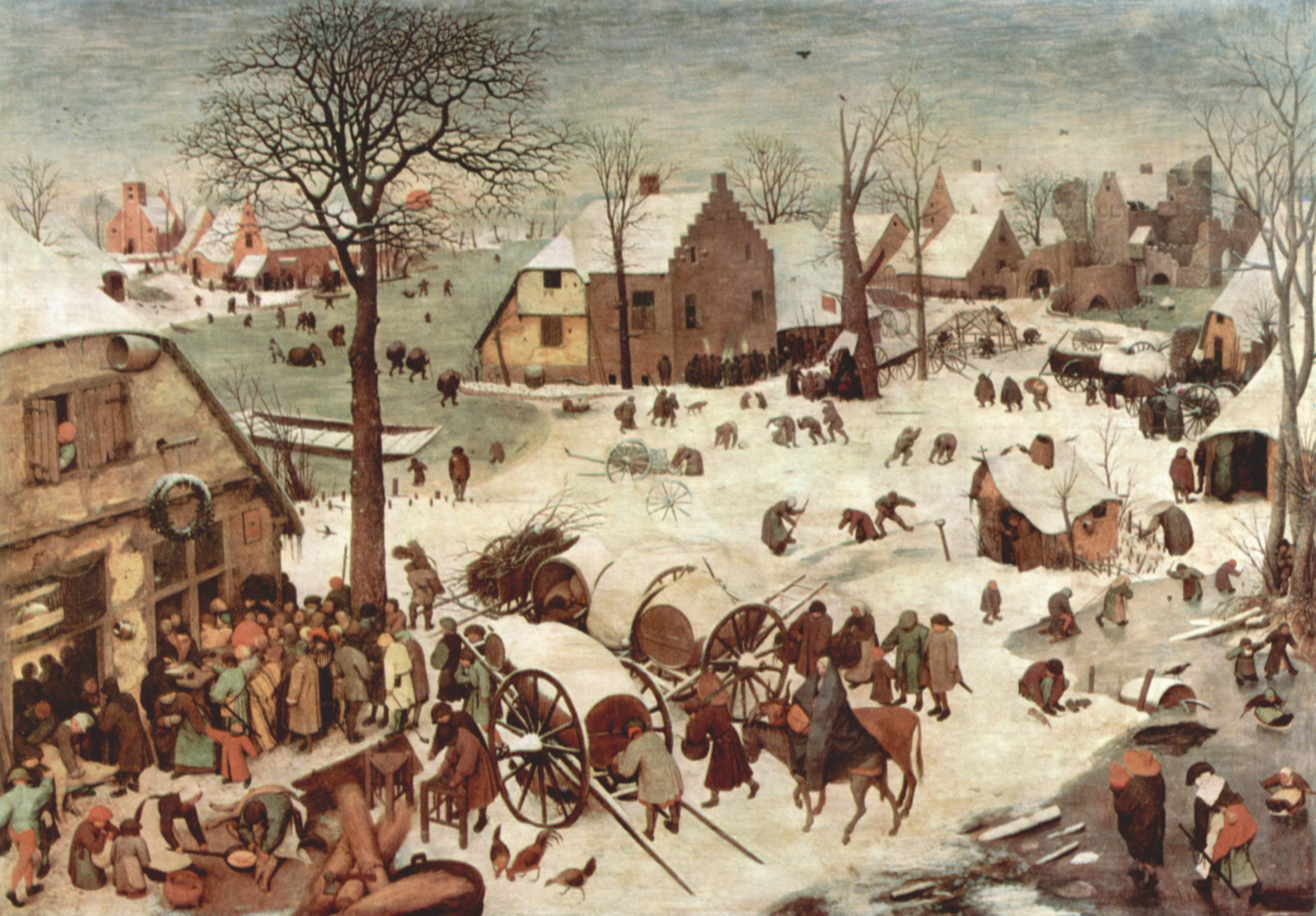
Volkstelling Bethlehem (1566) Pieter Bruegel de Oudere, Musea voor Schone Kunsten, Brussel

## Bouwkunst

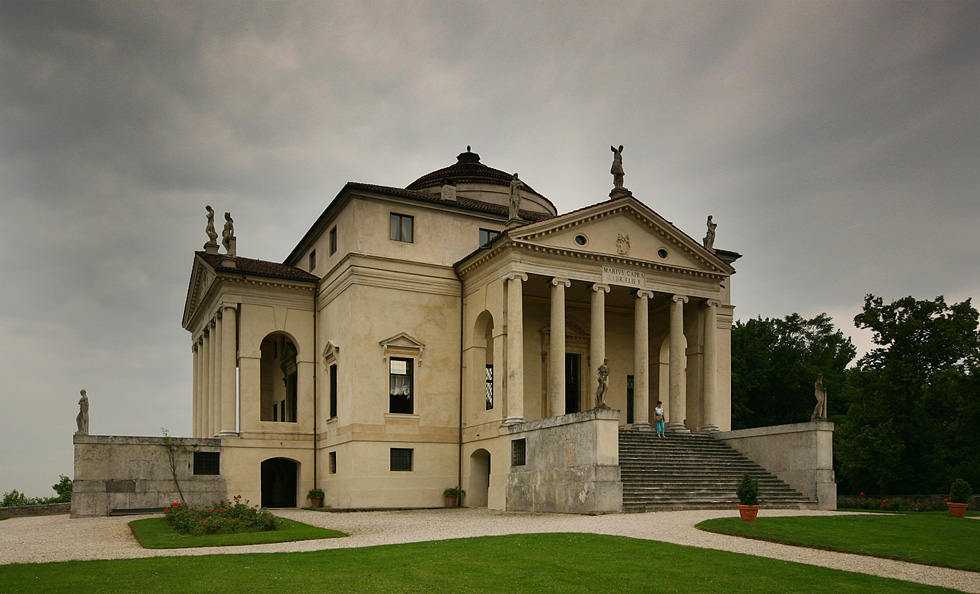
Villa Almerico Capra "La Rotonda" (1566) Andrea Palladio
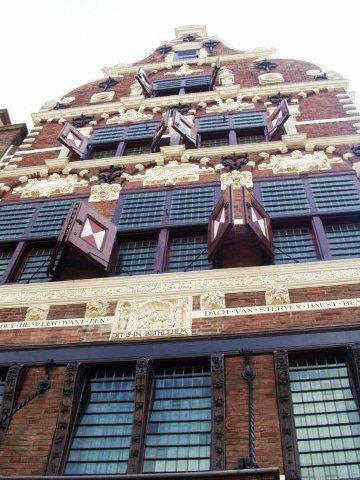
Dit is in Bethlehem, Gorinchem (1566)

## Geboren
maart
- 8 ? - Carlo Gesualdo, prins van Venosa en Italiaans componist, luitspeler en edelman (overleden 1613)

mei
- 1 - Michiel van Mierevelt, Hollands (portret)schilder (overleden 1641)

juni
- 19 - Jacobus Stuart, de toekomstige koning Jacobus I van Engeland (overleden 1625)
- 20 - Sigismund III van Polen, koning van Polen en Zweden (overleden 1632)

december
- 11 - Manuel Cardoso, Portugees componist (overleden 1650)

datum onbekend
- Isabella Clara Eugenia, ook bekend als Isabella van Spanje, van 1598 tot 1621 vorstin en na het overlijden van haar echtgenoot Albrecht van Oostenrijk van 1621 tot haar dood in 1633 landvoogdes van de Zuidelijke Nederlanden (overleden 1633)
- Joachim Wtewael, Nederlands kunstschilder (overleden 1638)

## Overleden
januari
- 3 - Filips II van Nassau-Wiesbaden (49), graaf van Nassau-Wiesbaden

april
- 26 - Diane de Poitiers (66), gewezen maîtresse van koning Hendrik II van Frankrijk

juni
- 17 - Françoise van Luxemburg-Ligny, Frans gravin

juli
- 2 - Nostradamus (62) (Michel de Nostredame)
- 17 - Bartolomé de Las Casas (92), Spaans geestelijke die het enigszins opnam voor de bewoners van het pas 'ontdekte' land Amerika

september
- 6 - Süleyman I (71), sultan van Ottomaanse Rijk sinds 1520